# Чопей Василь
Васи́ль Чопе́й (Ласлов) (угор. Csopey László; 1 жовтня 1856, Ромочевиця — 23 червня 1934, Будапешт) — педагог родом з с. Ромочевиця на Мукачівщині, учитель гімназії в Будапешті, упорядник підручників для народних шкіл Закарпаття (1881 — 1990), серед них українська читанка.

## Біографія
Чопей уклав і видав «Русько-мадярський словарь» («Rutén-magyar szótár», 1883), побудований на березькій говірці з додатком багатьох українських слів, уживаних в Галичині, а також деяких російських. Словник був ніби відповіддю на «Русско-мадярский словарь» О. Митрака (1881), що в основному базувався на російській мові. У великій передмові до словника Чопей доводив незалежність української мови.
У мовних дискусіях на Закарпатті в 1920-1930-их роках українська «партія» опиралася на традиціях Чопея, тоді як москвофіли використовували Митрака.